# Chippewa Falls
Pour les articles homonymes, voir Chippewa.
La ville de Chippewa Falls est le siège du comté de Chippewa, dans l'État du Wisconsin, aux États-Unis.
Le Bureau du recensement des États-Unis lui assigne une superficie de 30,9 km2. Cette ville, comme son nom l'indique, s'est édifiée au niveau d'une cascade de la Chippewa River, qui elle-même tire son nom de la tribu des Amérindiens Ojibwés.
Chippewa Falls, lieu de naissance de Seymour Cray, le père des supercalculateurs, est le siège social historique de la Sté Cray Research et bénéficie également de la présence de Silicon Graphics. La ville est également célèbre aux États-Unis pour ses brasseries (Jacob Leinenkugel Brewing Co.) et son centre d'arts et essai (Heyde Center for the Arts).

## Géographie
Selon le Bureau du recensement des États-Unis, la superficie de la ville est de 30,87 km2 dont  29,45 km2 de terrains et  1,42 km2 d'eau.

## Histoire
Vers 1700, l'explorateur français Pierre-Charles Le Sueur avait découvert les sources de Chippewa Spring à proximité de la rivière. Le gouverneur Thaddeus C. Pound inaugura le thermalisme en 1887 avec la création d'un centre de soins de Chippewa Springs, qui s'assura l'exclusivité de la mise en bouteille de l'eau minérale. En 1893, il fit recouvrir la source historique d'un cabanon, Spring House, que l'on peut toujours voir, au milieu du site de mise en bouteille historique, dans Park Avenue.
Chippewa Falls était à l'origine un village de bûcherons, dont la croissance s'est trouvée bouleversée par l'arrivée du chemin de fer au début des années 1880. Rayonnant depuis Eau Claire, à 15 km au sud, l'Eau Claire and Chippewa Falls Railway développa une ligne de chemin de fer vers Chippewa Falls qui, après absorption de la Wisconsin and Minnesota Railway, s'étendit en direction d'Abbotsford (1880), puis de Bloomer (1881), et enfin Superior. En 1901 est fondée dans la ville l'entreprise Chippewa Boots, fabricant de chaussures à destination des bucherons.

## Dans la culture populaire
- Dans le film Titanic Jack Dawson dit avoir grandi à Chippewa Falls.
- Dans la série Stargate Atlantis le Dr Jennifer Keller déclare être originaire de Chippewa Falls, y avoir encore son père qu'elle va voir à chacune de ses permissions.
- Dans le film Annie Hall de Woody Allen, Annie Hall dit avoir grandi à Chippewa Falls.
- Dans le film Jusqu'à la fin des temps (1946), Dorothy McGuire dit avoir appris le patin à glace à Chippewa Falls.

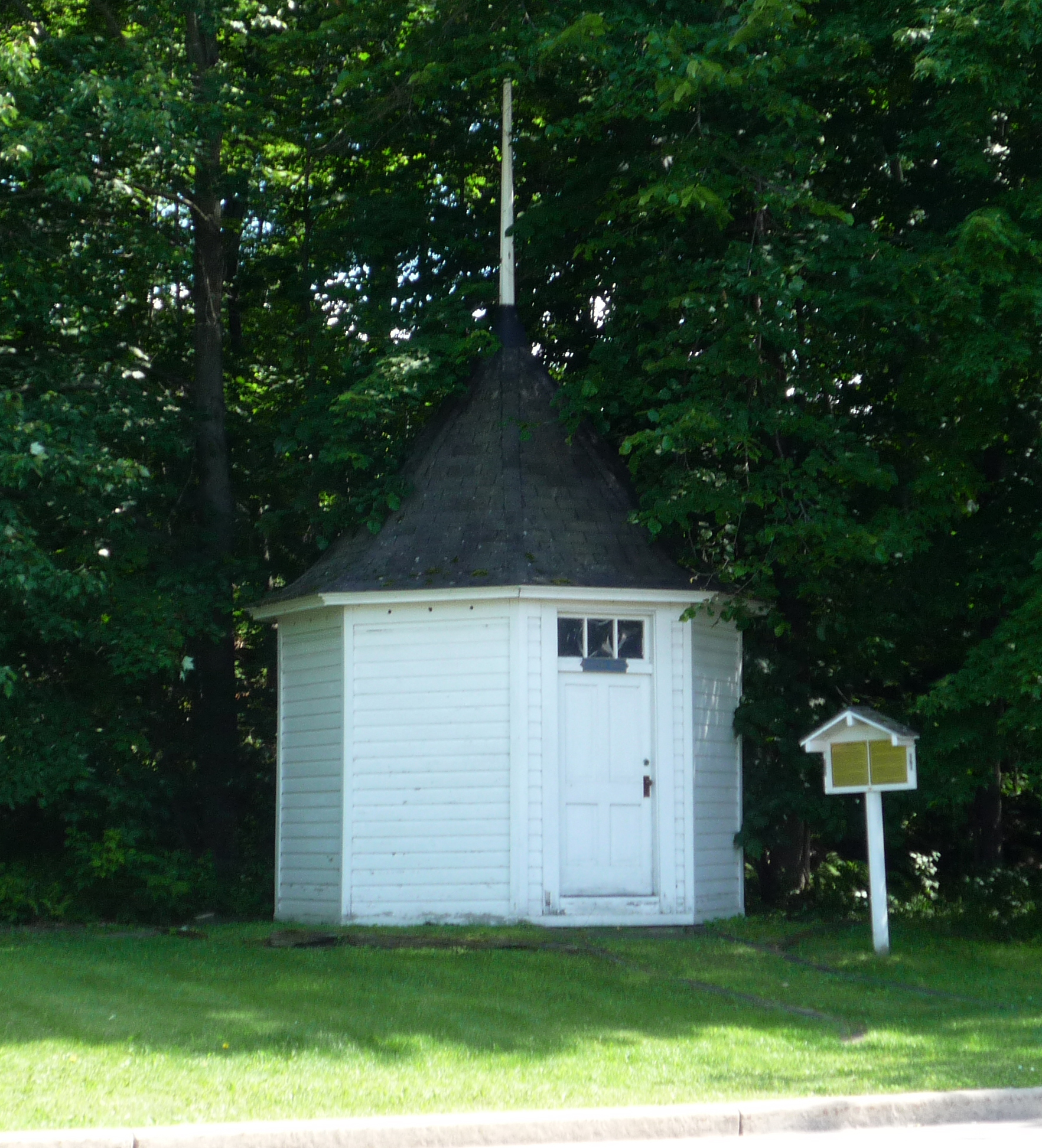
La source d'eau minérale historique de Spring House.
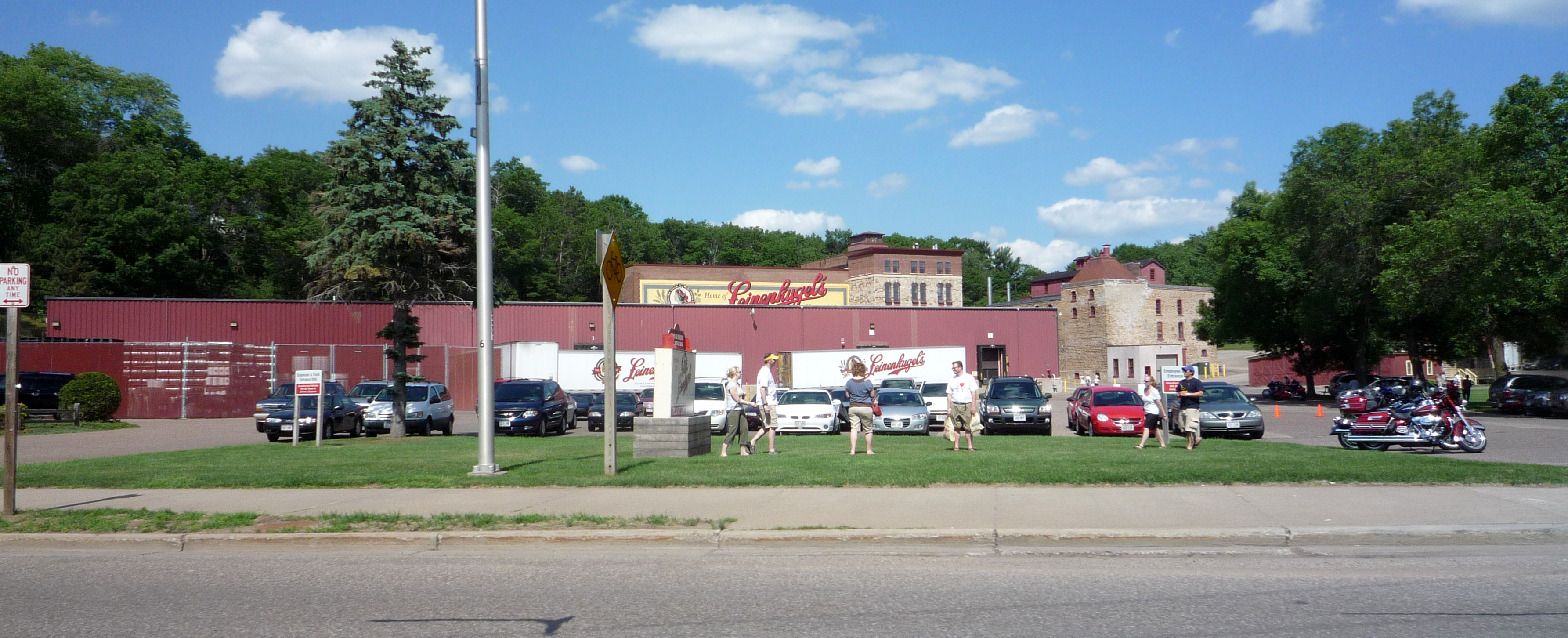
Les brasseries Leinenkugel sont l'un des gros employeurs de la ville.
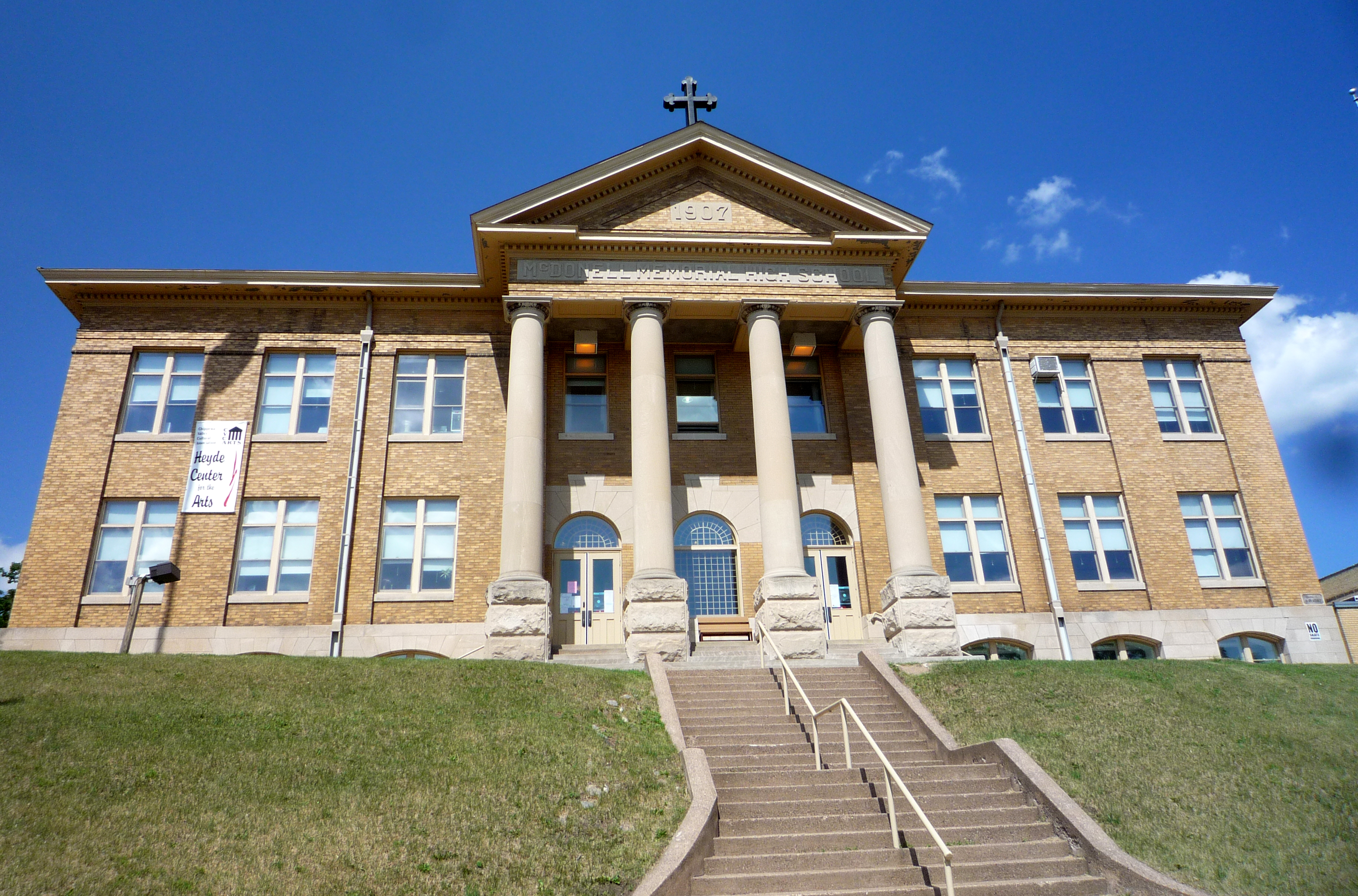
L'ex collège McDonell est devenu un centre d'Arts et essai réputé.